# Noizgate Records
Noizgate Records ist ein international agierendes Independent-Label der Nuvinci GmbH. Seit der Gründung im Jahr 2010 fokussiert sich das Bielefelder Musiklabel auf die verschiedenen Sub-Genres zwischen Rock, Metal und Hardcore. Zu den unter Vertrag stehenden Bands zählen unter anderem Watch Out Stampede, Placenta, GrooVenom, Grai, The Legion: Ghost, All Will Know und Leons Massacre.
Noizgate Records ist angeschlossener Hersteller der GVL und Mitglied des VUT. Als Partner der Rough Trade Distribution bietet das Label die Voraussetzungen für eine weltweite Vermarktung physischer Tonträger und digitale Distribution. Des Weiteren verfügt die Nuvinci GmbH mit Nuvinci Publishing über einen hauseigenen, der GEMA angeschlossenen Verlag.

## Betreute Bands
aktuelle
- 5ft. High & Rising
- All Will Know
- Burden of Life
- Drown My Day
- Grai
- Grey Season
- GrooVenoM
- The Legion: Ghost
- Leons Massacre
- Leyan
- Mir zur Feier
- Netherfell
- Placenta
- The Tex Avery Syndrome
- Watch Out Stampede
- We Are Wolf
- Weiland

ehemalige
- The Band Apart
- Disposed to Mirth
- Faust Again
- For All This Bloodshed
- Ghosther
- Infight
- Koroded